# Asiatiska mästerskapet i volleyboll för damer 2015
Asiatiska mästerskapet 2015 i volleyboll för damer hölls mellan 20 och 28 maj 2015 i Tianjin, Kina. Det var den 18:e upplagan av asiatiska mästerskapet och i turneringen deltog 14 landslag från AVC:s medlemsförbund. Kina vann tävlingen för 13:e gången genom att besegra Sydkorea i final. Zhu Ting, Kina, utsågs till mest värdefulla spelare. Tävlingen genomfördes i Tianjin-stadion, en arena öppnad 2007 (för OS 2008), med en kapacitet på 60 000 åskådare samt i Tianjin Polytechnic University Gymnasium.

## Regelverk

### Format
Turneringen skedde i tre rundor, där de första två spelades som serier där alla mötte alla i serien en gång, medan den sista rundan hade ett cupformat.
- I den första rundan var lagen uppdelade i fyra grupper (A-D). De två första i varje grupp gick vidare till grupp E (från grupp A och C) och grupp F (från grupp B och D) som gjorde upp om de åtta första platserna. De kvarvarande lagen gick vidare till grupp G (från grupp A och C) och grupp H (från grupp B och D). Lagen tog med sig inbördes resultat från den första gruppspelsomgången till den andra.
- Från den andra rundan gick alla lagen i grupp E och F vidare till spel om plats 1-8. De två första lagen i grupp G och H gick vidare till spel om plats 9-12.

### Metod för att bestämma tabellplacering
Om slutresultatet blev 3-0 eller 3-1 tilldelades 3 poäng till det vinnande laget och 0 till det förlorande laget, om slutresultatet blev 3-2 tilldelades 2 poäng till det vinnande laget och 1 till det förlorande laget. 
Lagens position i respektive grupp bestämdes utifrån (i tur och ordnign):
- Antal vunna matcher
- Poäng
- Kvot vunna / förlorade set
- Kvot vunna / förlorade poäng.
- Inbördes möte

## Deltagande lag
| Lag          | Kvalificerade sig genom           | Deltog senast |
| ------------ | --------------------------------- | ------------- |
| Australien   | 9:a i asiatiska mästerskapet 2013 | Thailand 2013 |
| Kina         | Värdland                          | Thailand 2013 |
| Sydkorea     | 3:a i asiatiska mästerskapet 2013 | Thailand 2013 |
| Fiji         | Wild card                         | Debut         |
| Filippinerna | Wild card                         | Thailand 2013 |
| Japan        | 2:a i asiatiska mästerskapet 2013 | Thailand 2013 |
| Hongkong     | Wild card                         | Thailand 2013 |
| Indien       | Wild card                         | Thailand 2013 |
| Iran         | 8:a i asiatiska mästerskapet 2013 | Thailand 2013 |
| Kazakstan    | 5:a i asiatiska mästerskapet 2013 | Thailand 2013 |
| Mongoliet    | Wild card                         | Thailand 2013 |
| Sri Lanka    | Wild card                         | Thailand 2013 |
| Taiwan       | 7:a i asiatiska mästerskapet 2013 | Thailand 2013 |
| Thailand     | 1:a i asiatiska mästerskapet 2013 | Thailand 2013 |
| Turkmenistan | Wild card                         | Debut         |
| Vietnam      | 6:a i asiatiska mästerskapet 2013 | Thailand 2013 |

## Turneringen

### Första rundan
| Grupp A | Grupp B   | Grupp C   | Grupp D      |
| ------- | --------- | --------- | ------------ |
| Kina    | Hongkong  | Japan     | Australien   |
| Indien  | Sri Lanka | Mongoliet | Sydkorea     |
| Iran    | Taiwan    | Vietnam   | Filippinerna |
| -       | Thailand  | -         | Kazakstan    |

#### Grupp A

##### Resultat
| 20 maj 2015 Polytechnic University Gymnasium, Tianjin Speltid: 1h:51 - Åskådare: 1 000 | Indien | 1 - 3 | Iran   | 25-20, 17-25, 20-25, 21-25 |
| 21 maj 2015 Tianjin-stadion, Tianjin Speltid: 0h:59 - Åskådare: 4 000                  | Kina   | 3 - 0 | Indien | 25-8, 25-12, 25-12         |
| 22 maj 2015 Tianjin-stadion, Tianjin Speltid: 1h:11 - Åskådare: 4 100                  | Kina   | 3 - 0 | Iran   | 25-15, 25-9, 25-12         |

##### Sluttabell
| Pos. | Lag    | Pt | M | V | F | SV | SF | Kvot  | PV  | PF  | Kvot  |
| ---- | ------ | -- | - | - | - | -- | -- | ----- | --- | --- | ----- |
| 1    | Kina   | 6  | 2 | 2 | 0 | 9  | 0  | MAX   | 225 | 68  | 3.309 |
| 2    | Iran   | 3  | 2 | 1 | 1 | 6  | 4  | 1.500 | 206 | 158 | 1.304 |
| 3    | Indien | 0  | 2 | 0 | 2 | 4  | 6  | 0.667 | 190 | 170 | 1.118 |

#### Grupp B

##### Resultat
| 20 maj 2015 Polytechnic University Gymnasium, Tianjin Speltid: 1h:31 - Åskådare: 300   | Sri Lanka | 0 - 3 | Hongkong  | 21-25, 23-25, 22-25 |
| 20 maj 2015 Tianjin-stadion, Tianjin Speltid: 1h:15 - Åskådare: 4 000                  | Taiwan    | 0 - 3 | Thailand  | 18-25, 18-25, 19-25 |
| 21 maj 2015 Tianjin-stadion, Tianjin Speltid: 1h:01 - Åskådare: 200                    | Thailand  | 3 - 0 | Hongkong  | 25-7, 25-6, 25-10   |
| 21 maj 2015 Polytechnic University Gymnasium, Tianjin Speltid: 1h:14 - Åskådare: 1 500 | Taiwan    | 3 - 0 | Sri Lanka | 25-10, 25-23, 25-10 |
| 22 maj 2015 Polytechnic University Gymnasium, Tianjin Speltid: 1h:00 - Åskådare: 1 500 | Hongkong  | 0 - 3 | Taiwan    | 8-25, 16-25, 5-25   |
| 22 maj 2015 Tianjin-stadion, Tianjin Speltid: 1h:08 - Åskådare: 150                    | Sri Lanka | 0 - 3 | Thailand  | 17-25, 9-25, 4-25   |

##### Sluttabell
| Pos. | Lag       | Pt | M | V | F | SV | SF | Kvot  | PV  | PF  | Kvot  |
| ---- | --------- | -- | - | - | - | -- | -- | ----- | --- | --- | ----- |
| 1    | Thailand  | 9  | 3 | 3 | 0 | 9  | 0  | MAX   | 225 | 108 | 2.083 |
| 2    | Taiwan    | 6  | 3 | 2 | 1 | 6  | 3  | 2.000 | 205 | 147 | 1.394 |
| 3    | Hongkong  | 3  | 3 | 1 | 2 | 3  | 6  | 0.500 | 127 | 216 | 0.587 |
| 4    | Sri Lanka | 0  | 3 | 0 | 3 | 0  | 9  | 0.000 | 139 | 225 | 0.617 |

#### Grupp C

##### Resultat
| 20 maj 2015 Tianjin-stadion, Tianjin Speltid: 2h:11 - Åskådare: 3 000                  | Vietnam   | 3 - 2 | Japan     | 16-25, 22-25, 25-22, 25-22, 18-16 |
| 21 maj 2015 Polytechnic University Gymnasium, Tianjin Speltid: 1h:09 - Åskådare: 2 000 | Vietnam   | 3 - 0 | Mongoliet | 25-18, 25-14, 25-13               |
| 22 maj 2015 Tianjin-stadion, Tianjin Speltid: 1h:12 - Åskådare: 100                    | Mongoliet | 0 - 3 | Japan     | 20-25, 15-25, 11-25               |

##### Sluttabell
| Pos. | Lag       | Pt | M | V | F | SV | SF | Kvot  | PV  | PF  | Kvot  |
| ---- | --------- | -- | - | - | - | -- | -- | ----- | --- | --- | ----- |
| 1    | Vietnam   | 5  | 2 | 2 | 0 | 8  | 2  | 4.500 | 256 | 155 | 1.652 |
| 2    | Japan     | 4  | 2 | 1 | 1 | 8  | 3  | 2.667 | 260 | 152 | 1.711 |
| 3    | Mongoliet | 0  | 2 | 0 | 2 | 3  | 6  | 0.500 | 166 | 150 | 1.107 |

#### Grupp D

##### Resultat
| 20 maj 2015 Polytechnic University Gymnasium, Tianjin Speltid: 1h:51 - Åskådare: 650   | Filippinerna | 1 - 3 | Australien   | 18-25, 18-25, 26-24, 15-25 |
| 20 maj 2015 Tianjin-stadion, Tianjin Speltid: 1h:21 - Åskådare: 650                    | Kazakstan    | 0 - 3 | Sydkorea     | 22-25, 16-25, 22-25        |
| 21 maj 2015 Tianjin-stadion, Tianjin Speltid: 1h:38 - Åskådare: 300                    | Australien   | 1 - 3 | Sydkorea     | 11-25, 26-24, 11-25, 14-25 |
| 21 maj 2015 Polytechnic University Gymnasium, Tianjin Speltid: 1h:03 - Åskådare: 500   | Kazakstan    | 3 - 0 | Filippinerna | 25-11, 25-10, 25-13        |
| 22 maj 2015 Polytechnic University Gymnasium, Tianjin Speltid: 1h:03 - Åskådare: 1 200 | Sydkorea     | 3 - 0 | Filippinerna | 25-8, 25-7, 25-8           |
| 22 maj 2015 Polytechnic University Gymnasium, Tianjin Speltid: 1h:10 - Åskådare: 1 400 | Kazakstan    | 3 - 0 | Australien   | 25-17, 25-14, 25-17        |

##### Sluttabell
| Pos. | Lag          | Pt | M | V | F | SV | SF | Kvot  | PV  | PF  | Kvot  |
| ---- | ------------ | -- | - | - | - | -- | -- | ----- | --- | --- | ----- |
| 1    | Sydkorea     | 9  | 3 | 3 | 0 | 9  | 1  | 9.000 | 249 | 145 | 1.717 |
| 2    | Kazakstan    | 6  | 3 | 2 | 1 | 6  | 3  | 2.000 | 210 | 157 | 1.337 |
| 3    | Australien   | 3  | 3 | 1 | 2 | 4  | 7  | 0.571 | 209 | 251 | 0.832 |
| 4    | Filippinerna | 0  | 3 | 0 | 3 | 1  | 9  | 0.111 | 134 | 249 | 0.538 |

### Andra rundan
| Grupp E | Grupp F   | Grupp G   | Grupp H      |
| ------- | --------- | --------- | ------------ |
| Kina    | Sydkorea  | Indien    | Australien   |
| Japan   | Kazakstan | Mongoliet | Filippinerna |
| Iran    | Taiwan    | -         | Hongkong     |
| Vietnam | Thailand  | -         | Sri Lanka    |

#### Grupp E

##### Resultat
| 23 maj 2015 Tianjin-stadion, Tianjin Speltid: 2h:11 - Åskådare: 600   | Iran | 2 - 3 | Vietnam | 25-21, 17-25, 28-26, 22-25, 12-15 |
| 23 maj 2015 Tianjin-stadion, Tianjin Speltid: 1h:08 - Åskådare: 5 500 | Kina | 3 - 0 | Japan   | 25-19, 25-14, 25-10               |
| 24 maj 2015 Tianjin-stadion, Tianjin Speltid: 1h:18 - Åskådare: 500   | Iran | 0 - 3 | Japan   | 19-25, 19-25, 16-25               |
| 24 maj 2015 Tianjin-stadion, Tianjin Speltid: 1h:02 - Åskådare: 4 500 | Kina | 3 - 0 | Vietnam | 25-11, 25-11, 25-11               |

##### Sluttabell
| Pos. | Lag     | Pt | M | V | F | SV | SF | Kvot  | PV  | PF  | Kvot  |
| ---- | ------- | -- | - | - | - | -- | -- | ----- | --- | --- | ----- |
| 1    | Kina    | 9  | 3 | 3 | 0 | 9  | 0  | MAX   | 225 | 112 | 2.009 |
| 2    | Vietnam | 4  | 3 | 2 | 1 | 6  | 7  | 0.857 | 251 | 289 | 0.869 |
| 3    | Japan   | 4  | 3 | 1 | 2 | 5  | 6  | 0.833 | 228 | 235 | 0.970 |
| 4    | Iran    | 1  | 3 | 0 | 3 | 2  | 9  | 0.222 | 194 | 262 | 0.740 |

#### Grupp F

##### Resultat
| 23 maj 2015 Tianjin-stadion, Tianjin Speltid: 1h:02 - Åskådare: 4 500 | Thailand | 3 - 0 | Kazakstan | 25-11, 25-9, 25-12                |
| 23 maj 2015 Tianjin-stadion, Tianjin Speltid: 1h:18 - Åskådare: 500   | Taiwan   | 0 - 3 | Sydkorea  | 12-25, 20-25, 19-25               |
| 24 maj 2015 Tianjin-stadion, Tianjin Speltid: 2h:01 - Åskådare: 250   | Taiwan   | 3 - 2 | Kazakstan | 25-10, 25-22, 15-25, 23-25, 16-14 |
| 24 maj 2015 Tianjin-stadion, Tianjin Speltid: 2h:06 - Åskådare: 200   | Thailand | 2 - 3 | Sydkorea  | 25-21, 17-25, 25-18, 19-25, 11-15 |

##### Sluttabell
| Pos. | Lag       | Pt | M | V | F | SV | SF | Kvot  | PV  | PF  | Kvot  |
| ---- | --------- | -- | - | - | - | -- | -- | ----- | --- | --- | ----- |
| 1    | Sydkorea  | 8  | 3 | 3 | 0 | 9  | 2  | 4.500 | 254 | 208 | 1.221 |
| 2    | Thailand  | 7  | 3 | 2 | 1 | 8  | 3  | 2.667 | 247 | 191 | 1.293 |
| 3    | Taiwan    | 2  | 3 | 1 | 2 | 3  | 8  | 0.375 | 201 | 246 | 0.854 |
| 4    | Kazakstan | 1  | 3 | 0 | 3 | 2  | 9  | 0.222 | 188 | 254 | 0.740 |

#### Grupp G

##### Resultat
| 24 maj 2015 Polytechnic University Gymnasium, Tianjin Speltid: 1h:09 - Åskådare: 2 000 | Indien | 3 - 0 | Mongoliet | 25-18, 25-15, 25-16 |

##### Sluttabell
| Pos. | Lag       | Pt | M | V | F | SV | SF | Kvot  | PV | PF | Kvot  |
| ---- | --------- | -- | - | - | - | -- | -- | ----- | -- | -- | ----- |
| 1    | Indien    | 3  | 1 | 1 | 0 | 3  | 0  | MAX   | 75 | 49 | 1.531 |
| 2    | Mongoliet | 0  | 1 | 0 | 1 | 0  | 3  | 0.000 | 49 | 75 | 0.653 |

#### Grupp H

##### Resultat
| 23 maj 2015 Polytechnic University Gymnasium, Tianjin Speltid: 1h:14 - Åskådare: 900   | Hongkong   | 2 - 3 | Filippinerna | 25-21, 25-18, 20-25, 16-25, 11-15 |
| 23 maj 2015 Polytechnic University Gymnasium, Tianjin Speltid: 1h:59 - Åskådare: 700   | Sri Lanka  | 2 - 3 | Australien   | 22-25, 19-25, 25-19, 25-16, 20-22 |
| 24 maj 2015 Polytechnic University Gymnasium, Tianjin Speltid: 1h:57 - Åskådare: 3 000 | Hongkong   | 1 - 3 | Sri Lanka    | 17-25, 25-27, 25-15, 17-25        |
| 24 maj 2015 Polytechnic University Gymnasium, Tianjin Speltid: 1h:45 - Åskådare: 660   | Australien | 1 - 3 | Filippinerna | 14-25, 25-19, 18-25, 17-25        |

##### Sluttabell
| Pos. | Lag          | Pt | M | V | F | SV | SF | Kvot  | PV  | PF  | Kvot  |
| ---- | ------------ | -- | - | - | - | -- | -- | ----- | --- | --- | ----- |
| 1    | Australien   | 8  | 3 | 3 | 0 | 9  | 4  | 2.250 | 298 | 272 | 1.096 |
| 2    | Filippinerna | 5  | 3 | 2 | 1 | 7  | 6  | 1.167 | 275 | 270 | 1.019 |
| 3    | Hongkong     | 4  | 3 | 1 | 2 | 6  | 6  | 1.000 | 256 | 262 | 0.977 |
| 4    | Sri Lanka    | 1  | 3 | 0 | 3 | 3  | 9  | 0.333 | 251 | 276 | 0.909 |

### Slutspelsfasen

#### Slutspel
|  | Kvartsfinaler | Kvartsfinaler | Kvartsfinaler |          |          | Semifinaler | Semifinaler | Semifinaler |          |                     | Final               | Final               | Final |  |
|  |               |               |               |          |          |             |             |             |          |                     |                     |                     |       |  |
|  | Kina          | Kina          | 3             |          |          |             |             |             |          |                     |                     |                     |       |  |
|  | Kina          | Kina          | 3             |          |          |             |             |             |          |                     |                     |                     |       |  |
|  | Kazakstan     | Kazakstan     | 0             |          |          |             |             |             |          |                     |                     |                     |       |  |
|  | Kazakstan     | Kazakstan     | 0             |          | Kina     | Kina        | 3           |             |          |                     |                     |                     |       |  |
|  |               |               |               |          | Kina     | Kina        | 3           |             |          |                     |                     |                     |       |  |
|  |               |               | Thailand      | Thailand | 1        |             |             |             |          |                     |                     |                     |       |  |
|  | Thailand      | Thailand      | Thailand      | Thailand | 1        | 3           |             |             |          |                     |                     |                     |       |  |
|  | Thailand      | Thailand      |               |          |          |             |             |             |          |                     |                     |                     |       |  |
|  | Japan         | Japan         | 0             |          |          |             |             |             |          |                     |                     |                     |       |  |
|  | Japan         | Japan         | 0             |          | Kina     | Kina        | 3           |             |          |                     |                     |                     |       |  |
|  |               |               |               |          |          |             |             |             |          |                     |                     |                     |       |  |
|  |               |               | Sydkorea      | Sydkorea | 0        |             |             |             |          |                     |                     |                     |       |  |
|  | Sydkorea      | Sydkorea      | Sydkorea      | Sydkorea | 0        | 3           |             |             |          |                     |                     |                     |       |  |
|  | Sydkorea      | Sydkorea      |               |          |          | 3           |             |             |          |                     |                     |                     |       |  |
|  | Iran          | Iran          | 1             |          |          |             |             |             |          |                     |                     |                     |       |  |
|  | Iran          | Iran          | 1             |          | Sydkorea | Sydkorea    | 3           |             |          | Match om tredjepris | Match om tredjepris | Match om tredjepris |       |  |
|  |               |               |               |          | Sydkorea | Sydkorea    | 3           |             |          |                     |                     |                     |       |  |
|  |               |               | Taiwan        | Taiwan   | 1        |             |             |             |          |                     |                     |                     |       |  |
|  | Vietnam       | Vietnam       | Taiwan        | Taiwan   | 1        | 0           |             |             | Thailand | Thailand            | 3                   |                     |       |  |
|  | Vietnam       | Vietnam       |               |          |          |             |             |             | Thailand | Thailand            | 3                   |                     |       |  |
|  | Taiwan        | Taiwan        | 3             |          |          | Taiwan      | Taiwan      | 0           |          |                     |                     |                     |       |  |

##### Kvartsfinaler
| 26 maj 2015 Tianjin-stadion, Tianjin Speltid: 1h:21 - Åskådare: 400   | Vietnam  | 0 - 3 | Taiwan    | 18-25, 20-25, 19-25        |
| 26 maj 2015 Tianjin-stadion, Tianjin Speltid: 1h:07 - Åskådare: 1 800 | Thailand | 3 - 0 | Japan     | 25-16, 25-15, 25-14        |
| 26 maj 2015 Tianjin-stadion, Tianjin Speltid: 1h:04 - Åskådare: 2 500 | Kina     | 3 - 0 | Kazakstan | 25-13, 25-11, 25-11        |
| 26 maj 2015 Tianjin-stadion, Tianjin Speltid: 1h:44 - Åskådare: 500   | Sydkorea | 3 - 1 | Iran      | 25-17, 22-25, 25-17, 25-14 |

##### Semifinaler
| 27 maj 2015 Tianjin-stadion, Tianjin Speltid: 1h:50 - Åskådare: 2 000 | Kina     | 3 - 1 | Thailand | 22-25, 25-22, 25-10, 25-23 |
| 27 maj 2015 Tianjin-stadion, Tianjin Speltid: ? - Åskådare: ?         | Sydkorea | 3 - 1 | Taiwan   | 25-16, 25-13, 23-25, 25-15 |

##### Match om tredjepris
| 28 maj 2015 Tianjin-stadion, Tianjin Speltid: ? - Åskådare: ? | Thailand | 3 - 0 | Taiwan | 25-14, 25-14, 25-10 |

##### Final
| 28 maj 2015 Tianjin-stadion, Tianjin Speltid: ? - Åskådare: ? | Kina | 3 - 0 | Sydkorea | 25-21, 25-21, 25-21 |

#### Spel om plats 5-8
|  | Matcher om plats 5-8 | Matcher om plats 5-8 |         |       | Match om femteplats  | Match om femteplats  |  |
|  |                      |                      |         |       |                      |                      |  |
|  | Kazakstan            | 0                    |         |       |                      |                      |  |
|  | Kazakstan            | 0                    |         |       |                      |                      |  |
|  | Japan                | 3                    |         |       |                      |                      |  |
|  | Japan                | 3                    |         | Japan | 1                    |                      |  |
|  |                      |                      |         | Japan | 1                    |                      |  |
|  |                      |                      | Vietnam | 3     |                      |                      |  |
|  | Iran                 | 1                    | Vietnam | 3     |                      |                      |  |
|  | Iran                 | 1                    |         |       |                      |                      |  |
|  | Vietnam              | 3                    |         |       | Match om sjundeplats | Match om sjundeplats |  |
|  | Vietnam              | 3                    |         |       |                      |                      |  |
|  |                      |                      |         |       |                      |                      |  |
|  |                      |                      |         |       | Kazakstan            | 3                    |  |
|  |                      |                      |         |       | Kazakstan            | 3                    |  |
|  |                      |                      |         |       | Iran                 | 0                    |  |

##### Semifinaler
| 27 maj 2015 Tianjin-stadion, Tianjin Speltid: 1h:47 - Åskådare: 1 500 | Iran      | 1 - 3 | Vietnam | 25-18, 18-25, 22-25, 18-25 |
| 27 maj 2015 Tianjin-stadion, Tianjin Speltid: 1h:11 - Åskådare: 5 000 | Kazakstan | 0 - 3 | Japan   | 20-25, 18-25, 16-25        |

##### Match om sjundeplats
| 28 maj 2015 Tianjin-stadion, Tianjin Speltid: ? - Åskådare: ? | Kazakstan | 3 - 0 | Iran | 25-21, 25-18, 25-19 |

##### Match om femteplats
| 28 maj 2015 Tianjin-stadion, Tianjin Speltid: ? - Åskådare: ? | Japan | 1 - 3 | Vietnam | 23-25, 17-25, 25-21, 19-25 |

#### Spel om plats 9-12
|  | Matcher om plats 9-12 | Matcher om plats 9-12 |            |        | Match om niondeplats | Match om niondeplats |  |
|  |                       |                       |            |        |                      |                      |  |
|  | Indien                | 3                     |            |        |                      |                      |  |
|  | Indien                | 3                     |            |        |                      |                      |  |
|  | Filippinerna          | 0                     |            |        |                      |                      |  |
|  | Filippinerna          | 0                     |            | Indien | 2                    |                      |  |
|  |                       |                       |            | Indien | 2                    |                      |  |
|  |                       |                       | Australien | 3      |                      |                      |  |
|  | Australien            | 3                     | Australien | 3      |                      |                      |  |
|  | Australien            | 3                     |            |        |                      |                      |  |
|  | Mongoliet             | 1                     |            |        | Match om elfteplats  | Match om elfteplats  |  |
|  | Mongoliet             | 1                     |            |        |                      |                      |  |
|  |                       |                       |            |        |                      |                      |  |
|  |                       |                       |            |        | Mongoliet            | 3                    |  |
|  |                       |                       |            |        | Mongoliet            | 3                    |  |
|  |                       |                       |            |        | Filippinerna         | 1                    |  |

##### Semifinaler
| 26 maj 2015 Polytechnic University Gymnasium, Tianjin Speltid: 1h:14 - Åskådare: 800   | Indien     | 3 - 0 | Filippinerna | 27-25, 25-13, 25-20        |
| 26 maj 2015 Polytechnic University Gymnasium, Tianjin Speltid: 1h:35 - Åskådare: 1 000 | Australien | 3 - 1 | Mongoliet    | 25-20, 24-26, 25-15, 25-19 |

##### Match om elfteplats
| 27 maj 2015 Polytechnic University Gymnasium, Tianjin Speltid: 1h:56 - Åskådare: 800 | Mongoliet | 3 - 1 | Filippinerna | 25-18, 25-13, 28-30, 25-22 |

##### Match om niondeplats
| 27 maj 2015 Polytechnic University Gymnasium, Tianjin Speltid: 1h:58 - Åskådare: 1 300 | Indien | 2 - 3 | Australien | 18-25, 25-16, 25-22, 17-25, 13-15 |

## Slutplaceringar
| Pos. | Lag          |
| ---- | ------------ |
|      | Kina         |
|      | Sydkorea     |
|      | Thailand     |
| 4    | Taiwan       |
| 5    | Vietnam      |
| 6    | Japan        |
| 7    | Kazakstan    |
| 8    | Iran         |
| 9    | Australien   |
| 10   | Indien       |
| 11   | Mongoliet    |
| 12   | Filippinerna |
| 13   | Hongkong     |
| 14   | Sri Lanka    |

## Individuella utmärkelser
| Utmärkelse          | Namn              | Lag      |
| ------------------- | ----------------- | -------- |
| MVP                 | Zhu Ting          | Kina     |
| Bästa passare       | Shen Jingsi       | Kina     |
| Bästa högerspiker   | Zeng Chunlei      | Kina     |
| Bästa vänsterspiker | Zhu Ting          | Kina     |
| Bästa vänsterspiker | Kim Yeon-koung    | Sydkorea |
| Bästa center        | Pleumjit Thinkaow | Thailand |
| Bästa libero        | Nam Jie-youn      | Sydkorea |